# Fiery Mask
Fiery Mask, il cui il vero nome è Jack Castle, è un personaggio dei fumetti Golden Age creato da Joe Simon (testi e disegni), pubblicato dalla Timely Comics (che è diventata la Marvel Comics). La sua prima apparizione è nell'albo Daring Mystery Comics n. 1 (ottobre 1939).

## Biografia del personaggio
Quando degli "zombi" cominciarono a rapire alcuni vagabondi locali, la polizia si rivolse al celebre dr Jack Castle, il quale però, durante le indagini, fu rapito e condotto dallo "Zombie Master",  uno scienziato che con un raggio ipnotico, utilizzando i senzatetto, aveva costituito un esercito di zombi per commettere furti per suo conto. Lo Zombie Master cercò di ipnotizzare anche Jack e, poiché questi cercava di opporsi, portò al massimo la potenza del raggio. L'attrezzatura andò in sovraccarico ed esplose, uccidendo lo Zombie Master ed irradiando Jack, il quale acquisì dei superpoteri, che decise di usare in difesa del bene assumendo l'identità segreta di Fiery Mask.
Fiery Mask si scontrò anche con altri due scienziati:  Doctor, che trasformava persone in schiavi zombie e aveva anche una schiera di poiane giganti, e in seguito Dork, che era invece affiancato da una scimmia gigantesca.
Fiery Mask scese anche all'Inferno per combattere la demoniaca Legion of Doom.

## Poteri e abilità
Fiery Mask ha il potere della forza sovrumana, super-soffio, pirocinesi, abilità di saltare distanza enormi, e può creare i campi di fuoco.

## Pubblicazioni statunitensi
Sono stati pubblicati soltanto i quattro numeri seguenti:
- Daring Mystery Comics n. 1, (gennaio 1940): The Fantastic Thriller of the Walking Corpses, la storia è stata realizzata da Joe Simon (storia e disegni), 10 pagine;
- Daring Mystery Comics n. 5, (giugno 1940): The Jelly of Doom, la storia è stata realizzata da George Kapitan (disegni), 7 pagine;
- Daring Mystery Comics n. 6, (settembre 1940): The Legion of the Doomed, la storia è stata realizzata da Jack Kirby e Joe Simon (storia e disegni), 10 pagine;
- The Human Torch n. 2 (erroneamente numerato come 1), (Autunno (settembre) 1940): The Strange Case of the Bloodless Corpses, la storia è stata realizzata da Joe Simon (storia), 10 pagine
- Nel 2008 il personaggio è stato utilizzato nella miniserie The Twelve della Marvel Comics.